# Elazığ (provincie)
Elazığ (Koerdisch: Garpeti) (Armeens: Kharbert (Խարբերդ) is een provincie in Turkije. De provincie is 9153 km² groot en heeft 541.258 inwoners (2007). De hoofdstad is het gelijknamige Elazığ.

## Bestuurlijke indeling

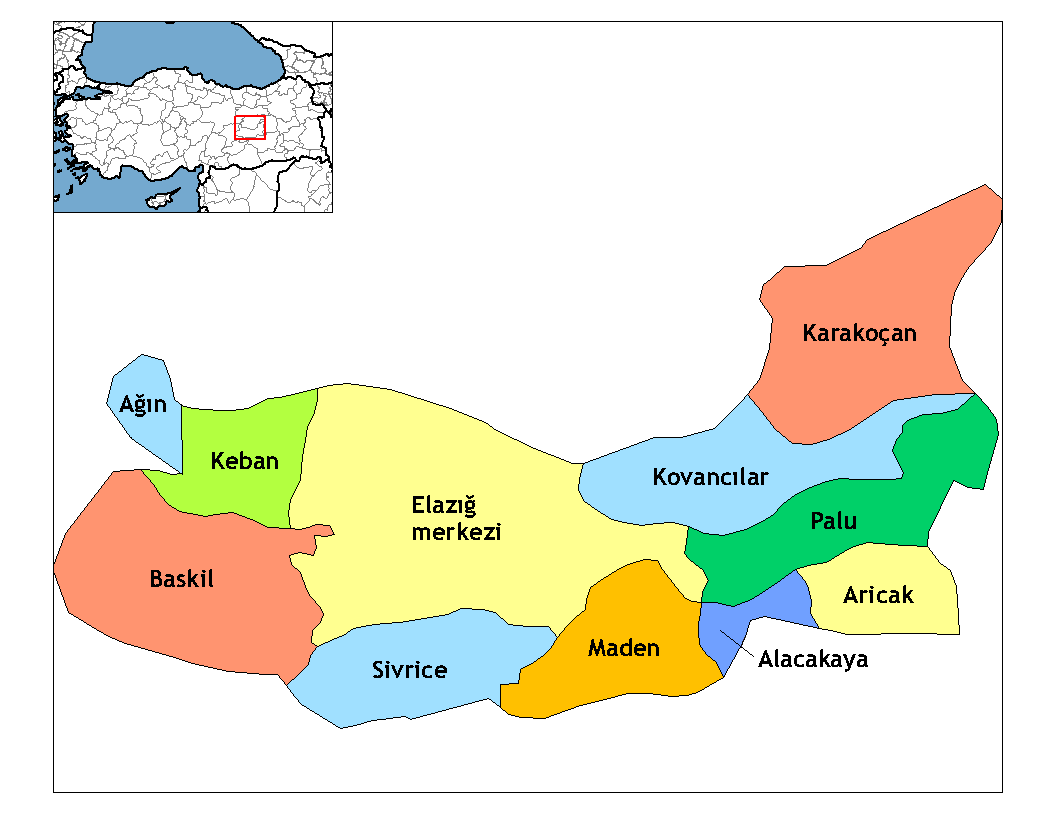
Districten van Elazığ

### Districten
De provincie bestaat uit de volgende 11 districten:
| - Ağın - Alacakaya - Arıcak - Baskil | - Elazığ - Karakoçan - Keban - Kovancılar | - Maden - Palu - Sivrice |